# Валле (Норвегія)
Валле (норв. Valle) – комуна у фюльке Агдер, Норвегія (давніше — у фюльке Еуст-Агдер). Адміністративний центр – село Валле.

## Історія
Заснована 1838 року.

## Населення
Згідно з даними за 2005 рік, у комуні мешкало 1 384 осіб. Густота населення становила 1,07 осіб/км². За населенням посідає 381-ше місце серед комун Норвегії. 
| населення станом на 1 січня 2005 |        |          |       |
|                                  | жінки  | чоловіки | разом |
| ос.                              | 722    | 662      | 1384  |
| %                                | 52,17% | 47,83%   | 100%  |

| освіченість населення станом на 1 жовтня 2004 |           |         |        |          |
|                                               | початкова | середня | вища   | невідомо |
| ос.                                           | 216       | 656     | 212    | 21       |
| %                                             | 19,55%    | 59,37%  | 19,19% | 1,9%     |

## Освіта
Згідно з даними на 1 жовтня 2004 року в комуні було 2 початкових школи (норв. grunnskolar), у яких навчалося 169 учнів.